# 맥 메인
맥 메인(Mack Maine, 본명: Jermaine Murdock Moldova Jerrilson Preyan, 1982년 7월 28일 ~ )은 영 머니 엔터테인먼트 소속 힙합 가수이다.